# Горожанкин, Иван Николаевич
Ива́н Никола́евич Горожа́нкин (1848—1904) — русский ботаник, ординарный профессор Московского университета.

## Биография
С 1858 по 1865 год учился в Воронежской гимназии. В 1866 году он подал прошение для поступления на юридический факультет Московского университета; окончивший с отличием гимназию И. Н. Горожанкин был зачислен без экзаменов. В 1868 году перевёлся на естественное отделение физико-математического факультета. Учился под руководством Н. Н. Кауфмана, И. Д. Чистякова и Я. А. Борзенкова; ещё студентом выполнил первую научную работу «Семейство Tropaeolaceae и его место в системе», за которую по окончании курса был удостоен степени кандидата (1871) и оставлен при Московском университете для приготовления к профессорскому званию.
В 1872—1873 учебном году ему было поручено преподавание морфологии и систематики растений, а в 1874 году он начал читать курс ботаники с экскурсиями и практическими занятиями на Лубянских женских курсах.
В 1874 году он защитил магистерскую диссертацию «Генезис в типе пальмеллевидных водорослей» и с февраля 1875 года стал доцентом Московского университета по кафедре ботаники. В 1875 году он также начал читать курс ботаники на первом курсе медицинского факультета университета; в 1879 году его лекции посещал студент А. П. Чехов.
В 1876 году к Горожанкину окончательно перешло заведование Ботаническим садом Московского университета, которое было ему поручено ещё в 1873 году и продолжалось до 1898 года. Он занялся строительством нового лабораторного корпуса, что позволило проводить занятия и научные исследования круглогодично; в новый корпус в 1883 году были перевезены гербарные коллекции; в 1891 году была выстроена обширная пальмовая оранжерея; согласно списку, изданному в 1894 году, количество оранжерейных растений достигло 2942 наименования.
После защиты в 1880 году диссертации «О корпускулах и половом процессе у голосеменных растений» на степень доктора ботаники в декабре этого же года он был избран экстраординарным профессором и в январе 1881 года был утверждён заведующим кафедрой ботаники; с октября 1885 года — ординарный профессор. Заведовал кафедрой морфологии и систематики растений до 1904 года.
Его гербарные сборы хранятся в Гербарии Московского университета. Его учениками были В. М. Арнольди, М. И. Голенкин, К. А. Космовский, Л. И. Курсанов, С. Н. Милютин, С. И. Ростовцев, В. И. Беляев и др.
Осознавая ценность и значимость гербарных материалов, И. Н. Горожанкин с 1875 года стал официальным заведующим Гербарием университета, а в 1877 году — и Гербарием Московского общества испытателей природы. Провёл подлинную ревизию фондов обоих собраний и опубликовал заметку об их состоянии. Член Московского общества исследователей природы (с 1875). Хранитель гербария (1877—1886), член Совета МОИП (1890—1894), вице-президент (с 1894).
Похоронен на Пятницком кладбище в Москве.

## Семья
- Дочь — Ольга, в замужестве Арнольди (1873—1951), жена альголога Владимира Митрофановича Арнольди, мать мирмеколога Константина (1901—1982) и колеоптеролога Льва (1903—1980).
- Сын — Сергей.

## Основные работы
Основоположник сравнительно-эмбриологического направления в русской ботанике. Изучил строение архегониев у голосеменных, первым наблюдал и описал у них процесс оплодотворения, ввёл понятие архегониальных растений (мохообразные, папоротникообразные, голосеменные). На зелёной водоросли хламидомонаде проследил эволюцию полового размножения от изогамии через гетерогамию к оогамии. Создал московскую морфологическую школу ботаников.